# Szent Miklós-fatemplom (Kosztafalva)
A Szent Miklós-fatemplom műemlékké nyilvánított épület Romániában, Máramaros megyében. A romániai műemlékek jegyzékében az  MM-II-m-B-04554 sorszámon szerepel.